# ناصرآباد (قلعه‌گنج)
ناصرآباد، روستایی در دهستان قلعه‌گنج بخش مرکزی شهرستان قلعه‌گنج در استان کرمان ایران است.

## جمعیت
بر پایه سرشماری عمومی نفوس و مسکن در سال ۱۳۹۵، جمعیت این روستا برابر با ۴۲۳ نفر (۱۱۸ خانوار) بوده‌است.